# Kwasy uronowe

Kwas β-D-glukuronowy – kwas uronowy pochodny β-D-glukozy

Kwasy uronowe (przestarzale: kwasy glikuronowe) – grupa kwasów cukrowych pochodnych aldoz, w których końcowa grupa hydroksylowa została utleniona do grupy karboksylowej. Wchodzą w skład polisacharydów i glikozydów w organizmie oraz śluzów roślinnych.
Utlenianie końcowej grupy aldehydowej zamiast hydroksylowej prowadzi natomiast do powstania kwasu aldonowego, a obu grup końcowych – kwasu aldarowego.